# Észak-amerikai kúszósül
Az észak-amerikai kúszósül vagy észak-amerikai urzon (Erethizon dorsatum) az emlősök (Mammalia) osztályának rágcsálók (Rodentia) rendjébe, ezen belül a kúszósülfélék (Erethizontidae) családjába tartozó Erethizon emlősnem egyetlen faja.

## Előfordulása
E kúszósülfaj Észak-Amerika erdős területein északon Kelet-Alaszkától Új-Fundlandig, délen Észak-Mexikótól Tennessee államig mindenhol megtalálható. Bizonyos helyeken igyekeznek korlátozni az állományát.

## Alfajai
- Erethizon dorsata bruneri Swenk, 1916, Arkansastól Montanáig
- Erethizon dorsata couesi Mearns, 1897, Mexikótól Coloradóig
- Erethizon dorsata dorsatum Linnaeus, 1758, Új-Skóciától Albertáig és Virginiától a Yukonig
- Erethizon dorsata epixanthus Brandt, 1835
- Erethizon dorsata myops Merriam, 1900
- Erethizon dorsata nigrescens Allen, 1903
- Erethizon dorsata picinum Bangs, 1900, Északkelet-Quebec és Labrador[1]

## Megjelenése
Az állat fej-törzs-hossza 65-86 centiméter, farokhossza 15-30 centiméter és testtömege általában 3,5-7 kilogramm, a hímek akár 18 kilogrammot is nyomhatnak, így a hód után Észak-Amerika második legnagyobb rágcsálója. Alsó szőrzete vastag, fedőszőre hosszú. Hátát és farkát mintegy 30 ezer tüske borítja. A tüskék hossza 7,5 centiméter, vastagsága 2 milliméter. Nyugalmi állapotban a testhez simulnak. A tüskék veszély esetén felállnak; a végükön található apró kampók beleakaszkodnak az ellenfél bőrébe. Zömök testalkatú. Lába, farka rövid és vastag. Mancsa kemény, szőrtelen talppárnák és hosszú, éles körmök találhatók rajta; ezek segítségével tud az állat fára mászni. Színezete a sárgától a feketéig váltakozik, általában sötétbarna.

## Életmódja

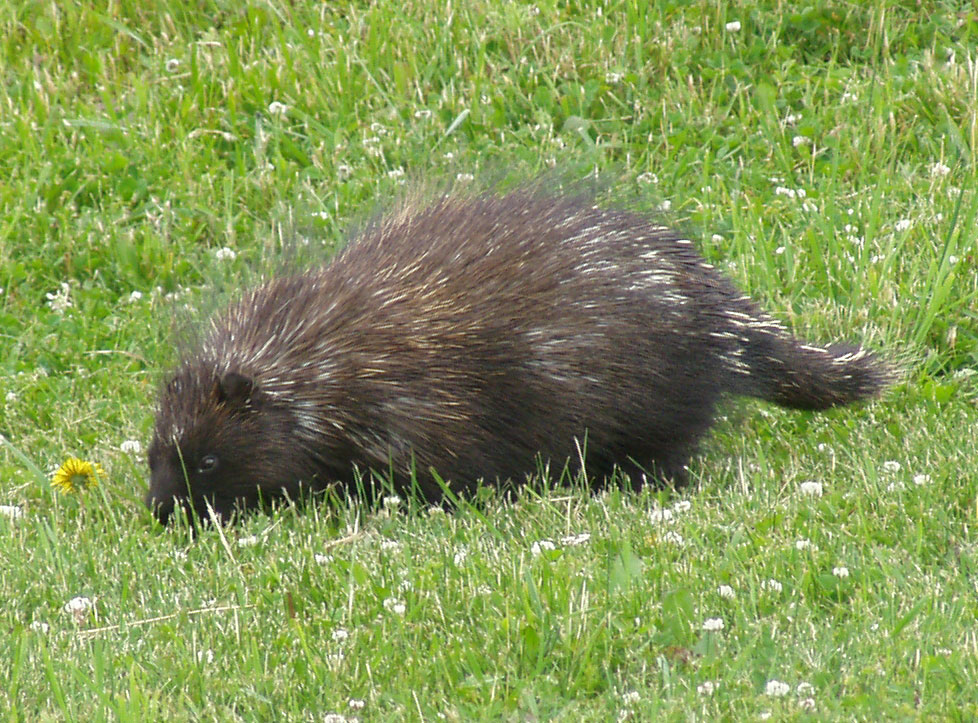
Néha lejön az urzon a földre is

A legszívesebben a fák csúcsán tanyázik. Tápláléka fakéreg, fenyőtű, levelek, rügyek, termések és magok. Télen néha annyira megrágja otthont adó fájának kérgét, hogy az elpusztul. Falakó, a földön lassan és nehézkesen halad. Magányos, éjszakai állat, napközben faodúban, sziklaüregekben vagy földbe ásott lyukakban rejtőzik. Rövidlátó, és válogatós: a Catskill-hegység erdeiben 1000 fája között csak 2-3 leveleit eszi. Ennek következtében gyorsan beletanul a labirintusokba.
Az Észak-Amerikában őshonos emlősök között egyedüliként bőre antibiotikumokat tartalmaz. Ha az észak-amerikai kúszósül leesik a fáról, akkor tüskéi megsebezhetik. Ez gyakran megtörténik, mivel a rügyekért egészen az ágak végéig elmászik. Ekkor ezek az antibiotikumok védik a fertőzéstől. Eredetileg erdei állat, de az utóbbi időben egyre gyakrabban lehet vele művelés alatt álló területeken is találkozni.
Veszély esetén először is fára próbál menekülni, mert ott a ragadozók nem találnak rajta fogást. Ha nem talál utat, akkor megrázza a farkát, ezzel a lazán ülő tüskék kiesnek, és a támadó húsába fúródhatnak. Minden mozdulattal beljebb jutnak, és akár az egész testen is végigvándorolhatnak.
Az állat legfeljebb 17 évig él. Természetes ragadozói közé tartozik a halásznyest, a rozsomák, a coyot, a farkas, a medve és a puma. A szirti sas és az amerikai uhu is zsákmányul ejtheti.. A tüskék azonban hatékony védelmet jelentenek számára, így ritkán merik megtámadni, sőt, több ragadozójával is a kúszósül tüskéi végeznek. Ugyan nem tudja kilőni a tüskéit, de mozgásával könnyen beleszúrja őket a támadójába.Mindazonáltal egyes hím halásznyestek tapasztalt kúszósülvadászokká válnak. Többször is szemből támadják a kiszemelt prédát, és csak utána ejtik el.

## Szaporodása
A kúszósülök párzása igen körülményes, hiszen a hátukat hosszú tüskék borítják. A hímek udvarlásként hátsó lábaikra állnak, lassan kacsázva megközelítik a nőstényeket, majd messziről - akár 180 centiméteres távolságból - levizelik őket. Ha a nőstény nem találta az udvarlást kielégítőnek, lerázza magáról a vizeletet és odébbáll. Ha viszont elfogadja a hím közeledését, akkor olyan testhelyzetet vesz fel, hogy a hím alulról, a hasa felől meg tudja közelíteni. A sül nőstények szinte kielégíthetetlenek: igyekeznek arra késztetni a hímeket, hogy hosszan, többször párzanak velük. Ha a hím nem bírja szuflával, és a párzás nem nyúlt elég hosszúra, másik hímet keresnek.
Az ivarérettséget 1,5-2,5 éves korban éri el. A párzási időszak októbertől decemberig tart. A vemhesség 205-215 napig tart, ennek végén 1, néha 2 vagy 3 utód jön a világra. Tüskéik születéskor még lágyak, de néhány órán belül megkeményednek. A kölykök alig egy hét múlva kiválóan tudnak mászni a fákon.

## Kapcsolata az emberrel
Az indiánok kosarakat és ruhákat díszítenek tüskéivel. Néhányan úgy gondolják, hogy a húsa ehető. A fák megrágása miatt kártevőnek tekintik. Az élő fák mellett a faanyagot és a bőrt is megrágja. Az autók veszélyt jelentenek rá, mivel a talajon lassan és nehézkesen mozog. Ennek ellenére nem számít veszélyeztetettnek.

## Evolúciója
Az észak-amerikai kúszósül Dél-Amerikából származik, ahol az összes újvilági sül élt. A késő harmadidőszakban az Erethizon megjelent Észak-Amerikában is, nem sokkal a két kontinens összekapcsolódása után. Más sülök is átvándoroltak, de csak az Erethizon tudott tartósan megtelepedni. A sülalakúak első fosszíliái a késő harmadidőszakból ismertek. Egyes leletek, például a Paramyidae család fajaitól származók hasonlítanak az észak-amerikai kúszósülre, de olyan általánosak, és olyan ősi jegyeket mutatnak, hogy az összes rágcsáló ősei is lehetnének.
A dél-amerikai sülalakúak a korai oligocénban jelentek meg. Úgy gondolják, hogy Afrikából érkeztek azok a fajok, amelyektől az óvilági sülök is származnak, vagy a Hystricidae fajok voltak az őseik, vagy vándorlásuk a Paramyidae fajaihoz hasonlóan modellezhető.
Az Erethizon dorsatum legkorábbi lelete a pleisztocénból származik, és Arroyo del Cedazonál találták, nem messze Aguascalientestól Mexikóban.

## Képek

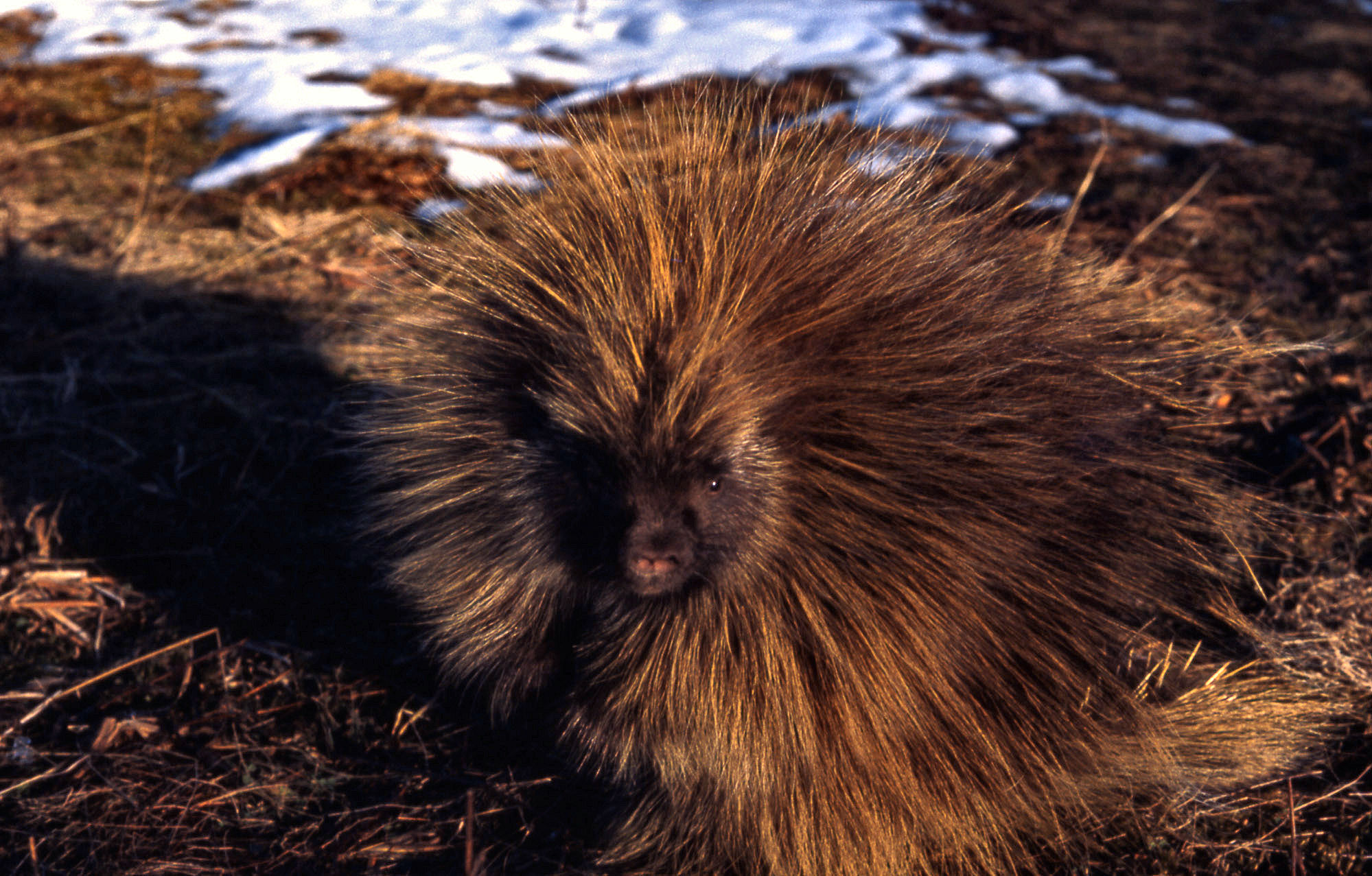
Hátukat hosszú tüskék borítják
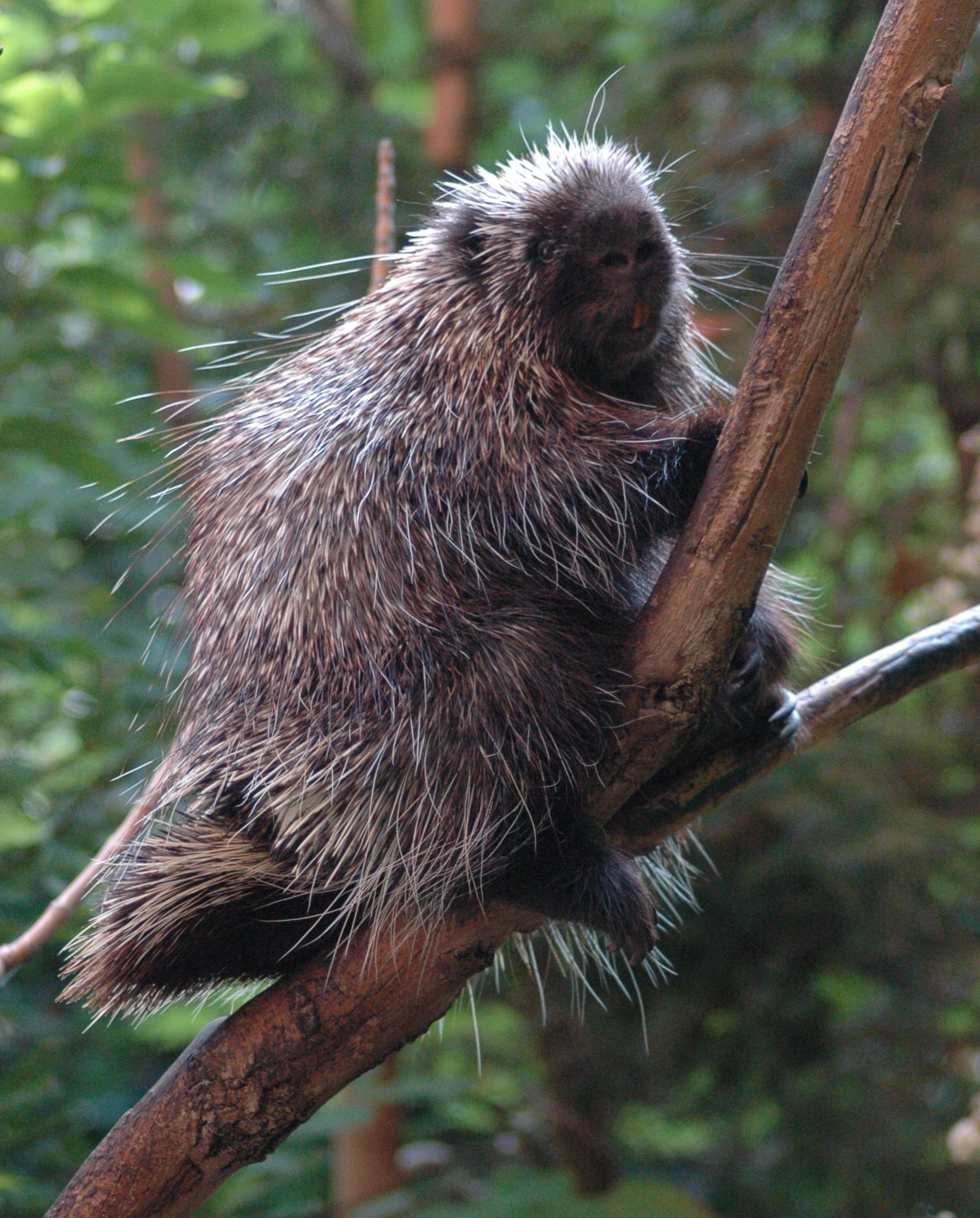
A hímek szívesen üldögélnek a fákon
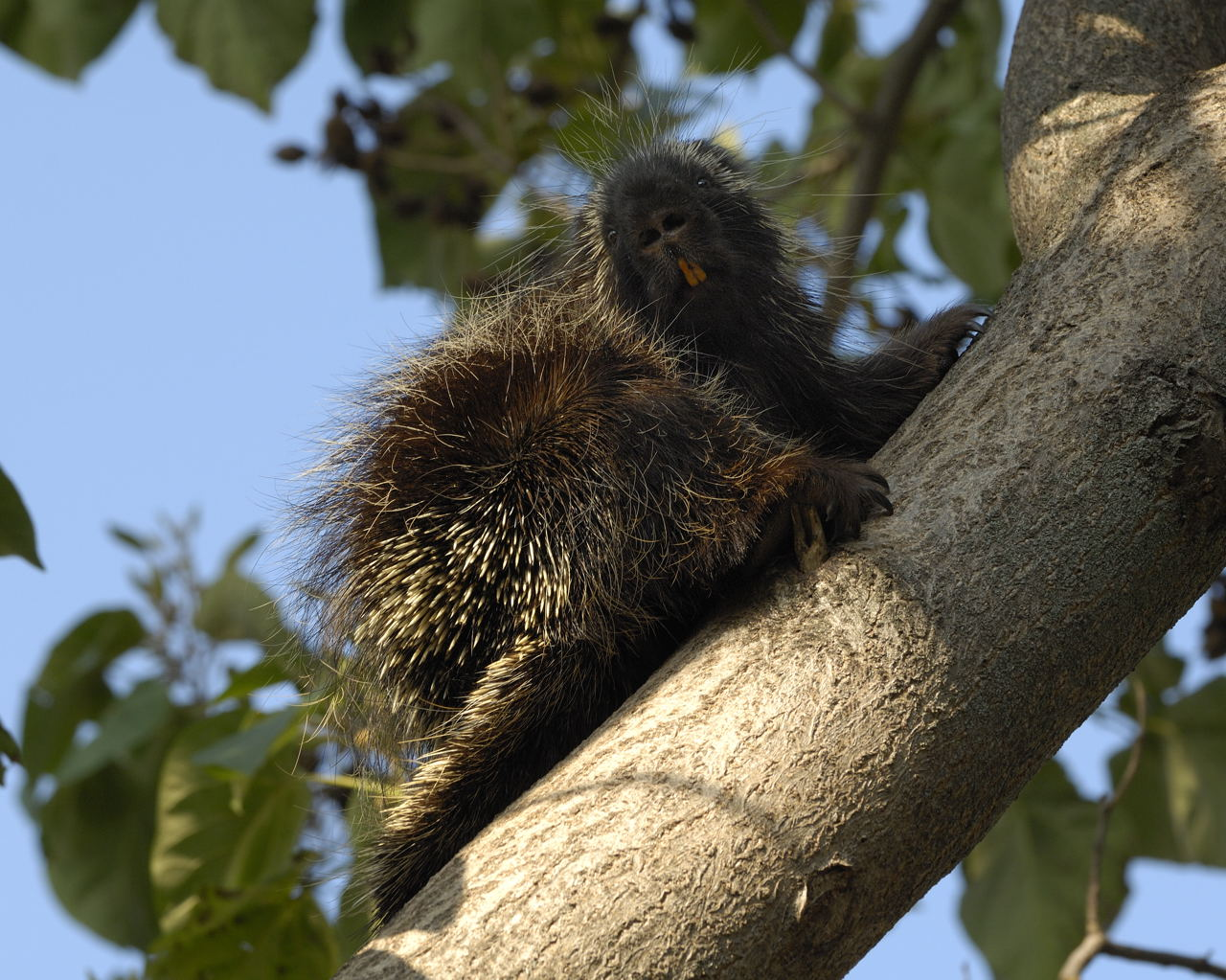
Kúszósül a magasban

## Fordítás
- Ez a szócikk részben vagy egészben  az   Urson című német Wikipédia-szócikk fordításán alapul.  Az eredeti cikk szerkesztőit annak laptörténete sorolja fel. Ez a jelzés csupán a megfogalmazás eredetét és a szerzői jogokat jelzi, nem szolgál a cikkben szereplő információk forrásmegjelöléseként.
- Ez a szócikk részben vagy egészben  a   North American porcupine című angol Wikipédia-szócikk fordításán alapul.  Az eredeti cikk szerkesztőit annak laptörténete sorolja fel. Ez a jelzés csupán a megfogalmazás eredetét és a szerzői jogokat jelzi, nem szolgál a cikkben szereplő információk forrásmegjelöléseként.